# Transportgeschwader
Transportgeschwader foi a denominação das asas de transporte aéreo de cargas e tropas. Eles eram a Transportgeschwader 1, Transportgeschwader 2, Transportgeschwader 3, Transportgeschwader 4 e Transportgeschwader 5.